# Simona Leskovar
Simona Leskovar, slovenska diplomatka, veleposlanica, * 17. december 1973.
Simona Leskovar je od 22. septembra 2020 izredna in pooblaščena veleposlanica Republike Slovenije v Združenem kraljestvu Velike Britanije in Severne Irske.
Od septembra 2018 do novembra 2019 je bila državna sekretarka na Ministrstvu za zunanje zadeve Republike Slovenije, pred tem pa je bila izredna in pooblaščena veleposlanica Republike Slovenije na Japonskem ter nerezidenčna veleposlanica Republike Slovenije v Republiki Koreji. Med drugim je delala tudi kot namestnica stalne predstavnice Republike Slovenije pri Organizaciji združenih narodov v New Yorku ter članica ali vodja številnih slovenskih delegacij in misij na različnih konferencah in dogodkih v okviru OZN. Med letom 2019 in 16. avgustom 2024 je bila veleposlanica Republike Slovenije v Združenem kraljestvu in Severni Irski. Bila je tudi slovenska veleposlanica pri Mednarodni pomorski organizaciji.
Po izobrazbi je univerzitetna diplomirana politologinja. Poleg študija na Fakulteti za družbene vede Univerze v Ljubljani se je izobraževala tudi na nizozemskem Inštitutu za mednarodne odnose Clingendael v Haagu.